# 1-й Сыромятнический переулок
1-й Сыромя́тнический переулок — улица в центре Москвы в Басманном районе от Земляного Вала до Верхнего Сусального переулка.

## Происхождение названия
Назван в XVIII—XIX веках по расположению в Сыромятниках на месте существовавшей в XVII веке Сыромятнической слободы (от сыромятник — «кожемяка, мастер, занимающийся изготовлением сыромятной кожи»). В Сыромятниках также находятся Сыромятническая набережная, Верхняя, Нижняя и Новая Сыромятнические улицы, 1-й — 4-й Сыромятнические переулки и Сыромятнический проезд.

## Описание
1-й Сыромятнический переулок начинается от улицы Земляной Вал чуть южнее площади Курского Вокзала, проходит на восток фактически вдоль площади и параллельно Верхней Сыромятнической улице, идущей южнее. Заканчивается у перронов Курского направления, где соединяется с Верхним Сусальным переулком. По переулку проходит часть путей трамвайного кольца «Курский вокзал». Всю северную сторону переулка теперь занимает ЖК «Чкалов».

## Здания и сооружения
По нечётной стороне:
По чётной стороне: